# 約翰遜鎮區 (阿肯色州克萊縣)
約翰遜鎮區（英語：Johnson Township）是位於美國阿肯色州克萊縣的一個行政鎮區。

## 地方資料
約翰遜鎮區的面積為64.04平方千米，當中陸地面積為63.96平方千米，而水域面積為0.08平方千米。根據2010年美國人口普查的數據，當地共有人口225人，而人口密度為每平方千米3.51人。